# Poutrelle I à profil normal
 (janvier 2019).
Si vous disposez d'ouvrages ou d'articles de référence ou si vous connaissez des sites web de qualité traitant du thème abordé ici, merci de compléter l'article en donnant les références utiles à sa vérifiabilité et en les liant à la section « Notes et références ».
Pour les articles homonymes, voir IPN.

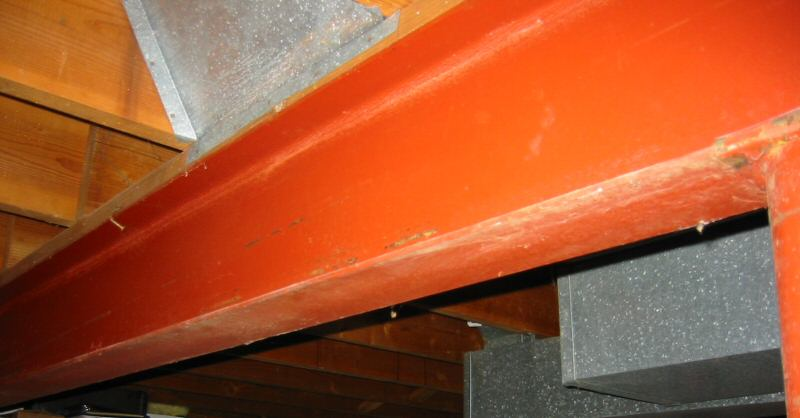
IPN supportant le premier étage d'une maison

Une poutrelle en Ɪ à profil normal (plus communément connue par le sigle, IPN ou INP pour I-Beam) est un type de profilé standardisé courant de poutre à âme pleine acier en forme de « Ɪ » de section constante portant sur sa semelle inférieure. La dénomination actuelle est « poutrelles en I à ailes inclinées laminées à chaud » dont les tolérances sont définies dans la norme NF EN 10024 (1995). La norme définissant les caractéristiques géométriques des IPN date de 1983 (NF A45-209). On parle aussi fréquemment de « fer I », le terme « fer » désignant une pièce en acier non trempable.
Les ailes de l'IPN sont plus épaisses au centre qu'aux bords : elles présentent une pente de 14 % vers le bord, ce qui la distingue de l'IPE (poutrelle à profil européen) à ailes parallèles (d'épaisseur constante), qui, pour une section équivalente est ainsi plus légère. 
Les notations IAP, IAO, IPER existent également mais ne font pas partie des dénominations de profilés en acier laminés à chaud définis par les normes européennes. Les poutres IAO (apparues vers 1845) se rencontrent aujourd'hui dans les chantiers de réhabilitations de bâtiments construits vers la fin du XIXe siècle.
Le profilé en I à ailes inclinées est utilisé dans la construction aussi bien verticalement (support de panneau de circulation) qu'horizontalement (en construction métallique, comme panne de toiture ou solive de plancher, à la suite de la suppression d'un mur porteur ou d'un mur de refend). Il est toujours utilisé lorsque la flexion est prédominante car sa forme élancée serait très économique pour la flexion. En revanche ce profilé est très sensible au phénomène de flambage et donc inadaptée à la compression.